# Liste der Monuments historiques in Marzan
Die Liste der Monuments historiques in Marzan führt die Monuments historiques in der französischen Gemeinde Marzan auf.

## Liste der Bauwerke
| Bezeichnung | Beschreibung | Standort | Kennzeichnung | Schutzstatus | Datum | Bild |
| ----------- | ------------ | -------- | ------------- | ------------ | ----- | ---- |
| Windmühle   |              | (Lage)   | PA00091433    | Inscrit      | 1937  |      |

## Liste der Objekte
- Monuments historiques (Objekte) in Marzan in der Base Palissy des französischen Kultusministeriums